# Prêmio Magnífico
Prêmio Magnífico ou Prêmio Magnífico - Destaque do Ano é uma premiação criada pela jornalista Zildetti Montiel com a finalidade de prestigiar e reconhecer profissionais que se destacaram ao longo do ano.
A cerimônia homenageia os destaques profissionais do ano, em diversas categorias, tanto culturais quanto empresariais – como artes plásticas, cênicas – cinema, teatro, televisão, musicais – cantores, shows, gravadoras, produtoras, profissionais liberais, comerciais e industriais.
As homenagens são feitas por meio de indicações de importantes nomes de Ordens de Classe, Sindicatos e Associações Comerciais, Industriais, de Profissionais Liberais e Jornalistas.

## Lista de Vencedores

### Década de 1990

#### 1999
| Ano                      | Recipientes                                     | Ref.  |
| ------------------------ | ----------------------------------------------- | ----- |
| Melhor Ator em Televisão | José Wilker Suave Veneno / Rede Globo           | [ 3 ] |
| Atriz Revelação          | Mariana Ximenes Andando nas Nuvens / Rede Globo | [ 3 ] |
| Destaque no Ano          | Nívea Stelmann Suave Veneno / Rede Globo        | [ 3 ] |
| Diretor de Programas     | José Wilker Sai de Baixo / Rede Globo           | [ 3 ] |

### Década de 2000

#### 2000
| Ano                   | Recipientes                          | Ref.  |
| --------------------- | ------------------------------------ | ----- |
| Atriz Destaque no Ano | Mariana Ximenes Uga Uga / Rede Globo | [ 3 ] |
| Atriz Destaque no Ano | Fernanda Souza Malhação / Rede Globo | [ 3 ] |

#### 2001
| Ano                      | Recipientes                                    | Ref.  |
| ------------------------ | ---------------------------------------------- | ----- |
| Melhor Revelação Juvenil | Wagner Santisteban Sandy e Júnior / Rede Globo | [ 3 ] |

#### 2002
| Ano                  | Recipientes                                   | Ref.  |
| -------------------- | --------------------------------------------- | ----- |
| Melhor Ator Infantil | Pedro Malta Coração de Estudante / Rede Globo | [ 3 ] |

#### 2003
| Ano                    | Recipientes                                       | Ref.  |
| ---------------------- | ------------------------------------------------- | ----- |
| Homenagem Especial     | Eva Wilma Conjunto da Obra                        | [ 3 ] |
| Melhor Atriz Revelação | Paula Picarelli Mulheres Apaixonadas / Rede Globo | [ 3 ] |

#### 2004
| Ano                          | Recipientes                       | Ref.  |
| ---------------------------- | --------------------------------- | ----- |
| Melhor Programa em Televisão | Malhação Rede Globo               | [ 3 ] |
| Melhor Ator Teen             | Paulo Nigro Malhação / Rede Globo | [ 3 ] |

#### 2005
| Ano                   | Recipientes                                 | Ref.  |
| --------------------- | ------------------------------------------- | ----- |
| Melhor Atriz          | Daniela Escobar América / Rede Globo        | [ 3 ] |
| Melhor Atriz Infantil | Bruna Marquezine América / Rede Globo       | [ 3 ] |
| Melhor Ator           | Ewerton Castro Essas Mulheres / Rede Record | [ 3 ] |

#### 2006
| Ano             | Recipientes                        | Ref.  |
| --------------- | ---------------------------------- | ----- |
| Melhor Ator     | Lima Duarte Belíssima / Rede Globo | [ 3 ] |
| Destaque do Ano | Paulo Nigro JK / Rede Globo        | [ 3 ] |

#### 2007
| Ano             | Recipientes       | Ref.  |
| --------------- | ----------------- | ----- |
| Melhor Programa | Pânico na TV Band | [ 3 ] |

#### 2008
| Ano                          | Recipientes                                                  | Ref.  |
| ---------------------------- | ------------------------------------------------------------ | ----- |
| Melhor Ator                  | Sérgio Abreu Revelação / SBT                                 | [ 3 ] |
| Melhor Ator em Série         | Marcos Pasquim Guerra e Paz / Rede Globo                     | [ 3 ] |
| Atriz Revelação              | Marilice Cosenza Duas Caras / Rede Globo                     | [ 3 ] |
| Ator Revelação               | Adriano Dória Duas Caras / Rede Globo                        | [ 3 ] |
| Melhor Cantora               | Wanessa Camargo                                              | [ 3 ] |
| Destaque do Ano em Televisão | Leonardo Miggiorin Conjunto de vários trabalhos / Rede Globo | [ 3 ] |
| Destaque do Ano no Teatro    | Hudson Glauber Diretor de Rock Show                          | [ 3 ] |

#### 2009
| Ano                     | Recipientes                                   | Ref.  |
| ----------------------- | --------------------------------------------- | ----- |
| Melhor Ator Coadjuvante | Odilon Wagner Caminho das Índias / Rede Globo | [ 4 ] |

### Década de 2010

#### 2011
- Celso Zucatelli por Hoje em Dia[5]
- Cris Poli por Supernanny
- Roberto Cabrini por Conexão Repórter

#### 2012
- Melhor novela: Carrossel[3]
- Melhor Atriz: Laura Cardoso por Gabriela
- Guilherme Seta (Carrossel)
- Gustavo Daneluz (Carrossel)
- Kiane Porfirio (Carrossel)
- Léo Belmonte (Carrossel)
- Lucas Santos (Carrossel)
- Renan Cuisse (Carrossel)
- Stefany Vaz (Carrossel)
- Tatjana Ceratti (Mundo Fashion)
- Banda Altas Horas
- Cléber Machado
- Cozete Gomes (Mulheres Ricas)
- Flor (SBT)
- Percival de Souza (Record)
- Talitha Morete
- Trio Altas Horas
- Vanusa

#### 2013
- Liza Vieira por Chiquititas[3]
- Yudi Tamashiro por A Fazenda
- Celso Russomanno (Programa da Tarde)
- Fabiana Scaranzi (Domingo Espetacular)
- Isabel de Carvalho (Hummm! Saboroso!/RIT TV)
- Frank Aguiar
- Adryana Ribeiro
- Negritude Junior

#### 2014
- Melhor atriz Teatro: Leona Cavalli por Frida & Diego[3]

## Ligações Externas
- Site oficial